# Kameoka
Kameoka (Japans: 亀岡市, Kameoka-shi) is een stad in de prefectuur Kyoto, Japan. Begin 2014 telde de stad 90.933 inwoners. Kameoka maakt deel uit van de metropool Groot-Osaka.

## Geschiedenis
Op 1 januari 1955 werd Kameoka benoemd tot stad (shi).

## Partnersteden
- Knittelfeld, Oostenrijk sinds 1964
- Jandira, Brazilië sinds 1980
- Stillwater, Verenigde Staten sinds 1985
- Suzhou, China sinds 1996

Steden:
Ayabe · Fukuchiyama · Joyo · Kameoka · Kizugawa · Kyotanabe · Kyotango · Kyoto (hoofdstad) · Maizuru  · Miyazu · Muko · Nagaokakyo · Nantan · Uji · Yawata

Districten:
Funai · Kuse · Otokuni · Souraku · Tsuzuki · Yosa
Gemeenten per district